# Peter Facinelli
Peter Facinelli, född 26 november 1973 i Queens i New York, är en amerikansk skådespelare. Han är mest känd för sin roll i serien Fastlane. Peter spelade även rollen som Carlisle Cullen, en av vampyrerna i filmsuccén Twilight.
Han var gift med Jennie Garth 2001–2013. De har tre döttrar tillsammans. 
Hans senare partner är Jaimie Alexander.

## Filmografi (urval)
- 1995 – Angela
- 1995 – Ett högt pris (TV-film)
- 1996 – An Unfinished Affair (TV-film)
- 1996 – Foxfire
- 1996 – After Jimmy (TV-film)
- 1996 – Calm at Sunset (TV-film)
- 1997 – Touch Me
- 1998 – Dancer, Texas
- 1998 – Alla var där
- 1998 – Telling You
- 1999 – Strictly Business
- 1999 – Blue Ridge Fall
- 2000 – Supernova
- 2000 – Ropewalk
- 2000 – Honest
- 2001 – Rennie's Landing
- 2001 – Tempted
- 2001 – Pojkarna i mitt liv
- 2002–2003 – Fastlane (TV-serie)
- 2002 – The Scorpion King
- 2005 – Chloe
- 2005 – Enfants terribles
- 2006 – Hollow Man 2
- 2006 – The Lather Effect
- 2008 – Twilight
- 2009 – The Twilight Saga: New Moon
- 2010 – The Twilight Saga: Eclipse
- 2011 – The Twilight Saga: Breaking Dawn - Part 1
- 2012 – The Twilight Saga: Breaking Dawn - Part 2
- 2012 – Loosies
- 2015 – Supergirl